# Фосс, Гергард Иоганн

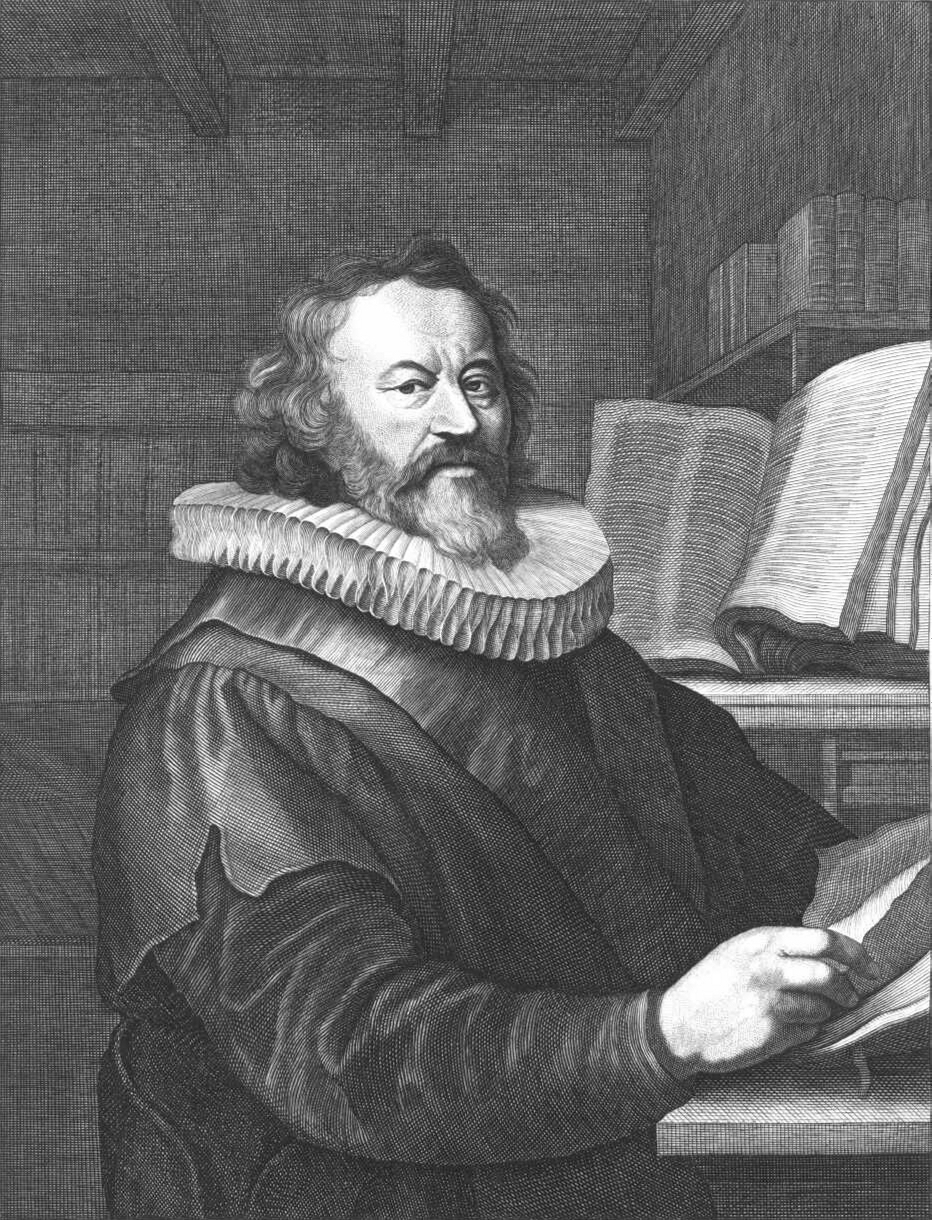
Фосс, Гергард Иоганн

Гергард Иоганн Фосс (Voss), или Фоссиус (обыкновенно назыв. Vossius; март 1577 или 1577[…], Гейдельберг — 17 марта 1649 или 19 марта 1649, Амстердам, графство Голландия) — известный голландский филолог.

## Биография
Получил образование в Дордрехте и Лейдене.
В 1600 году назначен ректором Дордрехтской школы, в 1615 г. директором богословской коллегии в Лейдене, но за приверженность к арминианизму лишен в 1619 г. этой должности.
В 1622 г. занял в Лейденском университете кафедру красноречия и истории, в 1625 г. — также греческой литературы.
В 1631 г. назначен профессором истории в новоучрежденном атенее в Амстердаме.

### Семья
Сыновья:
1. Фосс, Дионисий[англ.] (1612—1633)
2. Восс, Исаак (1618—1689)
3. Gerrit Vossius (ум. 1640)
4. Matthew (ум. 1646).

## Труды
Труды Фосса по классической филологии открывают во многих областях этой науки новые пути и сохраняют своё значение и до настоящего времени. По грамматике латинского языка Фоссу принадлежат:
- «Aristarchus sive de arte grammatica» (Амстердам, 1635, посл. изд. Экштейна и Ферча, Галле, 1833—34);
- «De vitiis sermonis et glossematis latino-barbaris» (Амст., 1640 и позже);
- «Etymologicum latinae linguae» (1662; изд. Маzocchi, Неаполь, 1762—1763);

по риторике:
- «Commentariorum rhetoricorum sive oratoriarum institutionum libri VI» (Лейден, 1606; 4 изд., 1643);
- «Ars rhetorica» (1623 и 1653);

по поэтикe:
- «De artis poёticae natura» (Амст., 1647);

по истории:
- «De historicis graecis libri IV» (Лейден, 1624 и 1651; нов. изд. Вестермана, Лпц., 1838);
- «De historicis latinis libri III» (Амстердам, 1627 и 1651);
- «Ars historica» (1653);

по богословию:
- «Historiae Pelag ianae libri IV» (Лейд., 1618 и 1665);
- «De theologia gentili» (Амст., 1642 и 1706) и др.

Письма Фосса были собраны Colomies и напечатаны в Лондоне в 1690 и 1693 г.
Собрание сочинений Фосса издано в Амстердаме в 1695—1701 гг.
Хотя математика, как не входившая в круг наук, составлявших специальность Фосса, была ему мало известна, тем не менее количество материалов по истории математики, попутно собранных им при его разысканиях в области классической литературы, было так значительно, что он в последние годы своей жизни напечатал книгу историко-математического содержания «De universae matheseos natura et constitutione liber; cui subjungitur chronologia mathematicorum» (Амст., 1650).
Кроме отдельного издания, это сочинение вошло в состав напечатанной уже после его смерти его книги «De quatuor artibus popularibus, de philologia, et scientiis mathematicis. Cui operi subjungitur Chronologia Mathematicorum. Libri tres» (Амст., 1660). Собранные в книге материалы расположены по составляющим математику наукам (арифметика, геометрия, логистика, музыка и пр.), причем главную часть книги составляют приводимые в хронологическом порядке данные об особенно выдавшихся в соответствующей науке писателях.
Своим существенным недостатком — недостоверностью многих из приводимых данных — книга Фосса обязана сомнительным источникам, которыми нередко по своей некомпетентности в предмете должен был пользоваться автор. Указанный недостаток книги, а также и неполнота не помешали, однако же, ей в современных её выходу и в ближайших к нему поколениях математиков пользоваться таким авторитетом, что перед словами «Vossius dixit» часто смолкали самые основательные и веские возражения.